# Odu ejé
Odu ejé ou odum ejé são nomes pertinentes a obrigação de sete anos.

## Importância
Esta obrigação é uma das mais significativas e importantes na vida de um iniciado, pelo fato de marcar um novo ciclo, adquirindo posição ou status na hierarquia familiar do candomblé, pois é um rito de passagem de iaô para ebomi.
Dependendo do espírito de iniciativa, liderança e aptidão, que esta pessoa tenha no ciclo de convivência do povo do santo, pode ser pronunciada a comunidade, pelo seu babalorixá ou ialorixá a continuar no Ilê Axé de iniciação, agora como sacerdote ou sacerdotisa, ocupando cargos como iamorô, ialaxé, sarapembê, iaefum etc. Ordinariamente se ouve dizer que "fulano de tal" recebeu o cargo na obrigação de sete anos.
Neste sagrado ritual, o novo ebomi estará apto também a tornar-se um babalorixá ou ialorixá para fundar o seu próprio Ilê Axé, dependendo da confirmação no jogo de merindilogum consultado previamente. Daí a obrigação de Odu ejé como é chamada mais popularmente, odu ejé (referente ao número 7 - ejé) é programado e feito com outro ritual chamado de Oiê.